# Charles Schlee
Charles Wilhelm Daniel Schlee (* 21. Juli 1873 in Kopenhagen; † 5. Januar 1947 in Cambridge, Maryland) war ein dänisch-US-amerikanischer Radrennfahrer.

## Werdegang
Schlee stammte aus Kopenhagen und nahm zwischen 1902 und 1911 vor allem auf der Radrennbahn Newark im US-amerikanischen Bundesstaat New Jersey an Bahnradwettbewerben teil.
Bei den Olympischen Spielen 1904 in St. Louis startete er für die Vereinigten Staaten in den Radsportwettbewerben, die allesamt im Francis Field ausgetragen wurden, und gewann die Goldmedaille über 5 Meilen. Das Rennen war von einem schweren Sturz geprägt, in dessen Folge unter anderem Marcus Hurley, Burton Downing und Teddy Billington nicht ins Ziel kamen. Schlee, der sich am Ende des Feldes aufgehalten hatte, hatte dem Sturz ausweichen können. Er ging mit Rückstand auf seinen Landsmann George Wiley in die letzte Kurve, überholte ihn auf der Zielgeraden und gewann mit fünf Längen Vorsprung. Im Sprintrennen über ⅓ Meile wurde Schlee Vierter.